# Рандеву-87
Рандеву-87 — серия из двух хоккейных матчей между сборной Советского Союза и сборной НХЛ, проходившая в рамках Фестиваля культуры и спорта в феврале 1987 года в Квебеке. «Рандеву-87», как и «Кубок Вызова» в 1979 году, заменило в сезоне-1986/87 традиционный «Матч всех звёзд НХЛ». Команды обменялись победами: в первом матче со счётом 4:3 победила сборная НХЛ, а во втором, со счётом 5:3 — сборная СССР, добившись, таким образом, победы 8:7 по сумме двух матчей. Общепринятый же итог, в духе наступившего потепления отношений с Западом, был признан ничейным, кубки были вручены обеим командам.

## Составы команд
Сборная НХЛ (тренер — Жан Перрон): вратари — Клинт Маларчук, Грант Фюр; защитники — Майк Рэмзи, Род Лэнгуэй, Рик Грин, Рэй Бурк, Ульф Самуэльссон, Норман Рошфор, Дуг Уилсон, Крис Челиос; нападающие — Гленн Андерсон, Дэйл Хаверчук, Марк Мессье, Кевин Дайнин, Эса Тикканен, Мишель Гуле, Яри Курри, Кирк Мюллер, Дейв Пулен, Томас Сандстрём, Клод Лемьё, Марио Лемьё, Уэйн Гретцки.
Сборная СССР (тренер — Виктор Тихонов): вратари — Евгений Белошейкин, Сергей Мыльников; защитники — Вячеслав Фетисов, Игорь Стельнов, Василий Первухин, Михаил Татаринов, Алексей Касатонов, Алексей Гусаров, Сергей Стариков, Зинэтула Билялетдинов; нападающие — Владимир Крутов, Вячеслав Лавров, Игорь Ларионов, Валерий Каменский, Андрей Хомутов, Сергей Светлов, Александр Семак, Михаил Варнаков, Сергей Немчинов, Сергей Пряхин, Сергей Макаров, Вячеслав Быков, Юрий Хмылёв, Анатолий Семёнов

## Первый матч
| 11 февраля 1987 года | НХЛ | 4 : 3 (1:0, 1:1, 2:2) | СССР | Канада, Квебек, «Колизе-де-Кебек» Зрителей: 15 398 |

| Отчёт | Отчёт                       | Отчёт                                                                                         | Отчёт       | Отчёт                                           |
| --- | --------------------------- | --------------------------------------------------------------------------------------------- | ----------- | ----------------------------------------------- |
| |                             |                                                                                               |             |                                                 |
| | Фюр                         | Вратари                                                                                       | Белошейкин  | Судьи: Морозов (СССР) Д’Амико, Финн (оба — НХЛ) |
| | Голы:                       |                                                                                               |             | Судьи: Морозов (СССР) Д’Амико, Финн (оба — НХЛ) |
| Курри (Гретцки, Тикканен) 05:23 Андерсон (М. Лемьё) 37:00 Дайнин (Хаверчук, Пулен) 47:03 Пулен (М. Лемьё, Уилсон) 58:45 | 1:0 2:0 2:1 2:2 3:2 3:3 4:3 | 38:42 Касатонов (Макаров) 42:03 Быков (Хомутов, Стариков) 48:04 Семёнов (Татаринов, Варнаков) |             | Судьи: Морозов (СССР) Д’Амико, Финн (оба — НХЛ) |
| |                             |                                                                                               |             | Судьи: Морозов (СССР) Д’Амико, Финн (оба — НХЛ) |
| |                             |                                                                                               |             | Судьи: Морозов (СССР) Д’Амико, Финн (оба — НХЛ) |
| |                             |                                                                                               |             | Судьи: Морозов (СССР) Д’Амико, Финн (оба — НХЛ) |
| 8 мин | Штраф                       | 2 мин                                                                                         |             | Судьи: Морозов (СССР) Д’Амико, Финн (оба — НХЛ) |
| 1 (0) | Большинство                 | 4 (0)                                                                                         |             |                                                 |
| | 27 (11+9+7)                 | Броски                                                                                        | 24 (5+9+10) |                                                 |

## Второй матч
| 13 февраля 1987 года | НХЛ | 3 : 5 (1:0, 0:3, 2:2) | СССР | Канада, Квебек, «Колизе-де-Квебек» Зрителей: 15 395 |

| Отчёт                                                                                                   | Отчёт                           | Отчёт | Отчёт       | Отчёт                                      |
| --- | ------------------------------- | --- | ----------- | ------------------------------------------ |
| |                                 | |             |                                            |
| | Фюр                             | Вратари | Белошейкин  | Судьи: Ньюэлл Скапинелло, Финн (все — НХЛ) |
| | Голы:                           | |             | Судьи: Ньюэлл Скапинелло, Финн (все — НХЛ) |
| Мессье (Курри, Гретцки) (бол.) 03:32 Уилсон (Гретцки, Гуле) (бол.) 47:33 Бурк (М. Лемьё, Гретцки) 59:23 | 1:0 1:1 1:2 1:3 2:3 2:4 2:5 3:5 | 23:13 Каменский (Хомутов, Быков) 25:41 Крутов (Фетисов, Ларионов) 39:41 Каменский 49:19 Крутов (Ларионов) 56:59 Хомутов (Каменский) |             | Судьи: Ньюэлл Скапинелло, Финн (все — НХЛ) |
| |                                 | |             | Судьи: Ньюэлл Скапинелло, Финн (все — НХЛ) |
| |                                 | |             | Судьи: Ньюэлл Скапинелло, Финн (все — НХЛ) |
| |                                 | |             | Судьи: Ньюэлл Скапинелло, Финн (все — НХЛ) |
| 4 мин                                                                                                   | Штраф                           | 22 (Пряхин — 2+10) мин |             | Судьи: Ньюэлл Скапинелло, Финн (все — НХЛ) |
| 6 (2)                                                                                                   | Большинство                     | 2 (0) |             |                                            |
| | 31 (6+13+12)                    | Броски | 29 (7+9+13) |                                            |

## Самые ценные игроки
- Сборной НХЛ: Уэйн Гретцки
- Сборной СССР: Валерий Каменский